# Copa Mundial de Hockey Masculino de 1978
La IV Copa Mundial de Hockey Masculino se celebró en Buenos Aires (Argentina) entre el 18 de marzo y el 2 de abril de 1978 bajo la organización de la Federación Internacional de Hockey (FIH) y la Confederación Argentina de Hockey.
Los partidos se efectuaron en el Campo Argentino del Polo de la ciudad porteña. Participaron en total 14 selecciones nacionales divididas en 2 grupos.

## Grupos
| Grupo A    | Grupo B      |
| ---------- | ------------ |
| RFA        | Países Bajos |
| Inglaterra | Argentina    |
| Canadá     | Irlanda      |
| Australia  | Pakistán     |
| India      | España       |
| Polonia    | Malasia      |
| Bélgica    | Italia       |

## Primera fase
Los primeros dos de cada grupo disputan las semifinales. 

### Grupo A
| Equipo     | J | G | E | P | GF | GC | DG  | PTS |
| ---------- | - | - | - | - | -- | -- | --- | --- |
| Australia  | 6 | 5 | 0 | 1 | 18 | 7  | +11 | 10  |
| RFA        | 6 | 3 | 2 | 1 | 25 | 13 | +12 | 8   |
| India      | 6 | 3 | 1 | 2 | 8  | 12 | -4  | 7   |
| Inglaterra | 6 | 1 | 3 | 2 | 7  | 7  | 0   | 5   |
| Polonia    | 6 | 2 | 0 | 4 | 15 | 24 | -9  | 4   |
| Canadá     | 6 | 1 | 2 | 3 | 12 | 16 | -4  | 4   |
| Bélgica    | 6 | 1 | 2 | 3 | 12 | 18 | -6  | 4   |

- Resultados

| Fecha | Partido    | Partido | Partido    | Resultado |
| ----- | ---------- | ------- | ---------- | --------- |
| 19.03 | RFA        | -       | Canadá     | 4-3       |
| 19.03 | India      | -       | Bélgica    | 1-0       |
| 21.03 | RFA        | -       | Polonia    | 9-4       |
| 21.03 | Australia  | -       | Inglaterra | 2-0       |
| 21.03 | Canadá     | -       | India      | 3-1       |
| 22.03 | RFA        | -       | Bélgica    | 3-3       |
| 22.03 | Inglaterra | -       | Polonia    | 3-0       |
| 22.03 | Australia  | -       | India      | 0-2       |
| 24.03 | Bélgica    | -       | Australia  | 2-5       |
| 25.03 | Inglaterra | -       | Canadá     | 3-3       |
| 25.03 | Australia  | -       | Polonia    | 4-1       |
| 25.03 | RFA        | -       | India      | 7-0       |
| 26.03 | Canadá     | -       | Bélgica    | 2-2       |
| 26.03 | India      | -       | Polonia    | 3-1       |
| 26.03 | RFA        | -       | Inglaterra | 0-0       |
| 28.03 | Australia  | -       | Canadá     | 4-0       |
| 28.03 | Polonia    | -       | Bélgica    | 7-4       |
| 28.03 | Inglaterra | -       | India      | 1-1       |
| 29.03 | Australia  | -       | RFA        | 3-2       |
| 29.03 | Canadá     | -       | Polonia    | 1-2       |
| 29.03 | Inglaterra | -       | Bélgica    | 0-1       |

### Grupo B
| Equipo       | J | G | E | P | GF | GC | DG  | PTS |
| ------------ | - | - | - | - | -- | -- | --- | --- |
| Pakistán     | 6 | 6 | 0 | 0 | 31 | 2  | +29 | 12  |
| Países Bajos | 6 | 5 | 0 | 1 | 21 | 9  | +12 | 10  |
| España       | 6 | 3 | 1 | 2 | 7  | 4  | +3  | 7   |
| Argentina    | 6 | 2 | 2 | 2 | 9  | 12 | -3  | 6   |
| Malasia      | 6 | 1 | 2 | 3 | 7  | 10 | -3  | 4   |
| Irlanda      | 6 | 1 | 1 | 4 | 8  | 19 | -11 | 3   |
| Italia       | 6 | 0 | 0 | 6 | 1  | 28 | -27 | 0   |

- Resultados

| Fecha | Partido      | Partido | Partido      | Resultado |
| ----- | ------------ | ------- | ------------ | --------- |
| 19.03 | España       | -       | Malasia      | 1-0       |
| 19.03 | Argentina    | -       | Irlanda      | 2-1       |
| 21.03 | Argentina    | -       | Malasia      | 1-1       |
| 21.03 | Países Bajos | -       | Italia       | 8-0       |
| 21.03 | Pakistán     | -       | Irlanda      | 9-0       |
| 22.03 | Malasia      | -       | Países Bajos | 1-2       |
| 22.03 | Italia       | -       | Pakistán     | 0-7       |
| 22.03 | España       | -       | Irlanda      | 1-0       |
| 25.03 | Irlanda      | -       | Malasia      | 2-2       |
| 25.03 | Pakistán     | -       | Países Bajos | 3-1       |
| 25.03 | Argentina    | -       | Italia       | 4-0       |
| 26.03 | España       | -       | Argentina    | 0-0       |
| 26.03 | Pakistán     | -       | Malasia      | 3-0       |
| 26.03 | Irlanda      | -       | Italia       | 3-0       |
| 28.03 | Países Bajos | -       | España       | 2-1       |
| 29.03 | Argentina    | -       | Países Bajos | 2-3       |
| 29.03 | Pakistán     | -       | España       | 2-1       |
| 29.03 | Malasia      | -       | Italia       | 3-1       |
| 30.03 | Países Bajos | -       | Irlanda      | 5-2       |
| 30.03 | España       | -       | Italia       | 3-0       |
| 30.03 | Pakistán     | -       | Argentina    | 7-0       |

## Fase final

### Partidos de posición
- Puestos 9.º a 12.º

| Fecha | Partido | Partido | Partido | Resultado |
| ----- | ------- | ------- | ------- | --------- |
| 31.03 | Polonia | -       | Irlanda | 5-4       |
| 31.03 | Malasia | -       | Canadá  | 2-0       |

- Puestos 5.º a 8.º

| Fecha | Partido | Partido | Partido    | Resultado |
| ----- | ------- | ------- | ---------- | --------- |
| 31.03 | India   | -       | Argentina  | 3-2       |
| 31.03 | España  | -       | Inglaterra | 2-1       |

- Decimotercer puesto

| Fecha | Partido | Partido | Partido | Resultado |
| ----- | ------- | ------- | ------- | --------- |
| 01.04 | Bélgica | -       | Italia  | 1-2       |

- Undécimo puesto

| Fecha | Partido | Partido | Partido | Resultado |
| ----- | ------- | ------- | ------- | --------- |
| 01.04 | Irlanda | -       | Canadá  | 1-3       |

- Noveno puesto

| Fecha | Partido | Partido | Partido | Resultado |
| ----- | ------- | ------- | ------- | --------- |
| 01.04 | Polonia | -       | Malasia | 1-0       |

- Séptimo puesto

| Fecha | Partido   | Partido | Partido    | Resultado |
| ----- | --------- | ------- | ---------- | --------- |
| 01.04 | Argentina | -       | Inglaterra | 1-3       |

- Quinto puesto

| Fecha | Partido | Partido | Partido | Resultado |
| ----- | ------- | ------- | ------- | --------- |
| 01.04 | India   | -       | España  | 0-2       |

### Semifinales
| Fecha | Partido   | Partido | Partido      | Resultado |
| ----- | --------- | ------- | ------------ | --------- |
| 31.03 | Pakistán  | -       | RFA          | 1-0       |
| 31.03 | Australia | -       | Países Bajos | 2-3       |

### Tercer puesto
| Fecha | Partido | Partido | Partido   | Resultado |
| ----- | ------- | ------- | --------- | --------- |
| 02.04 | RFA     | -       | Australia | 3-4       |

### Final
| Fecha | Partido  | Partido | Partido      | Resultado |
| ----- | -------- | ------- | ------------ | --------- |
| 02.04 | Pakistán | -       | Países Bajos | 3-2       |

## Medallero
|          |              |           |
| Pakistán | Países Bajos | Australia |

## Estadísticas

### Clasificación general
| 1. Pakistán     |
| 2. Países Bajos |
| 3. Australia    |
| 4. RFA          |
| 5. España       |
| 6. India        |
| 7. Inglaterra   |
| 8. Argentina    |
| 9. Polonia      |
| 10. Malasia     |
| 11. Canadá      |
| 12. Irlanda     |
| 13. Italia      |
| 14. Bélgica     |

### Máximos goleadores
| Puesto | Nombre            | País         | Goles |
| ------ | ----------------- | ------------ | ----- |
| 1      | Paul Litjens      | Países Bajos | 15    |
| 2      | Wolfgang Strodter | Pakistán     | 14    |
| 3      | Ian Cooke         | Australia    | 12    |